# Dance Alone
Dance Alone песма је македонске поп певачице Јане Бурческе са којом ће представљати Македонију на Песми Евровизије 2017. у Кијеву.